# Lucas Johansen
Pour les articles homonymes, voir Johansen.
Lucas Johansen (né le 16 novembre 1997 à Port Moody dans la province de la Colombie-Britannique au Canada) est un joueur canadien de hockey sur glace. Il évolue au poste de défenseur.

## Biographie
Johansen est sélectionné au 119e rang au total au repêchage de la LHOu en 2012 par les Rockets de Kelowna, mais dispute 2 autres saisons dans le hockey Midget de la Colombie-Britannique avant de rejoindre les Rockets en 2014. 
Éligible au repêchage d'entrée dans la LNH 2016, il est choisi au 1er tour, en 28e position par les Capitals de Washington.
Le 2 mars 2017, il signe son premier contrat professionnel de 3 ans avec les Capitals. Le 2 mai, il obtient un essai amateur avec les Bears de Hershey qui sont en séries éliminatoires. Il s'entraîne avec l'équipe, mais ne participe à aucun match lors du 2e tour qui se conclut avec l'élimination des Bears. 

### Vie privée
Il est le frère cadet de l'attaquant Ryan Johansen qui évolue avec les Predators de Nashville.

## Statistiques

### En club
| Saison     | Équipe                      | Ligue      |    | Saison régulière | Saison régulière | Saison régulière | Saison régulière | Saison régulière |   | Séries éliminatoires | Séries éliminatoires | Séries éliminatoires | Séries éliminatoires | Séries éliminatoires |
| Saison     | Équipe                      | Ligue      | PJ | B                | A                | Pts              | Pun              | PJ               | B | A                    | Pts                  | Pun                  |                      |                      |
| 2014-2015  | Rockets de Kelowna          | LHOu       | 65 | 1                | 7                | 8                | 16               | 19               | 1 | 4                    | 5                    | 6                    |                      |                      |
| 2015-2016  | Rockets de Kelowna          | LHOu       | 69 | 10               | 39               | 49               | 20               | 18               | 2 | 6                    | 8                    | 8                    |                      |                      |
| 2016-2017  | Rockets de Kelowna          | LHOu       | 68 | 6                | 35               | 41               | 39               | 17               | 0 | 8                    | 8                    | 6                    |                      |                      |
| 2017-2018  | Bears de Hershey            | LAH        | 74 | 6                | 21               | 27               | 22               | -                | - | -                    | -                    | -                    |                      |                      |
| 2018-2019  | Bears de Hershey            | LAH        | 45 | 3                | 11               | 14               | 22               | 9                | 0 | 2                    | 2                    | 2                    |                      |                      |
| 2019-2020  | Bears de Hershey            | LAH        | 9  | 0                | 2                | 2                | 2                | -                | - | -                    | -                    | -                    |                      |                      |
| 2020-2021  | Bears de Hershey            | LAH        | 5  | 0                | 2                | 2                | 2                | -                | - | -                    | -                    | -                    |                      |                      |
| 2021-2022  | Bears de Hershey            | LAH        | 62 | 8                | 20               | 28               | 18               | 3                | 0 | 1                    | 1                    | 0                    |                      |                      |
| 2021-2022  | Capitals de Washington      | LNH        | 1  | 0                | 1                | 1                | 0                | -                | - | -                    | -                    | -                    |                      |                      |
| 2022-2023  | Bears de Hershey            | LAH        | 40 | 1                | 6                | 7                | 10               | 20               | 2 | 4                    | 6                    | 12                   |                      |                      |
| 2022-2023  | Capitals de Washington      | LNH        | 2  | 0                | 0                | 0                | 0                | -                | - | -                    | -                    | -                    |                      |                      |
| 2023-2024  | Bears de Hershey            | LAH        | 22 | 2                | 10               | 12               | 6                | 9                | 0 | 5                    | 5                    | 0                    |                      |                      |
| 2023-2024  | Capitals de Washington      | LNH        | 6  | 0                | 1                | 1                | 4                | 2                | 0 | 0                    | 0                    | 0                    |                      |                      |
| 2024-2025  | Silver Knights de Henderson | LAH        | 38 | 0                | 11               | 11               | 28               | -                | - | -                    | -                    | -                    |                      |                      |
| Totaux LNH | Totaux LNH                  | Totaux LNH | 9  | 0                | 2                | 2                | 4                | 2                | 0 | 0                    | 0                    | 0                    |                      |                      |